# The Tokyo Concert (album de Joe Hisaishi)
Pour les articles homonymes, voir The Tokyo Concert.
Albums de Joe Hisaishi
Encore
(2002) Castle in the Sky
(2002)
The Tokyo Concert, paru au Japon sous le titre Super Orchestra Night 2001, est un album live de Joe Hisaishi enregistré le 7 décembre 2001 au Tokyo Metropolitan Art Space.

## Pistes
Toute la musique est composée par Joe Hisaishi.
| No  | Titre                                                      | Œuvre d'origine             | Durée |
| --- | ---------------------------------------------------------- | --------------------------- | ----- |
| 1.  | One Summer's Day (あの夏へ))                               | Le Voyage de Chihiro (2001) | 04:50 |
| 2.  | The Dragon Boy / The Bottomless Pitt (竜と少年～底なし穴)) | Le Voyage de Chihiro        | 04:06 |
| 3.  | The Sixth Station (6番目の駅))                             | Le Voyage de Chihiro        | 03:46 |
| 4.  | Reprise (ふたたび))                                        | Le Voyage de Chihiro        | 04:43 |
| 5.  | Black Wall                                                 | Quartet (2001)              | 04:49 |
| 6.  | Student Quartet                                            | Quartet                     | 03:40 |
| 7.  | Quartet Main Theme                                         | Quartet                     | 04:37 |
| 8.  | Drifter… in LAX                                            | Aniki, mon frère (1999)     | 03:18 |
| 9.  | Wipe out                                                   | Aniki, mon frère            | 03:35 |
| 10. | Raging Men                                                 | Aniki, mon frère            | 01:43 |
| 11. | Ballade                                                    | Aniki, mon frère            | 04:54 |
| 12. | Le Petit Poucet Main Theme                                 | Le Petit Poucet (2001)      | 04:25 |
| 13. | Kids Return 2001                                           | Kids Return (1996)          | 04:50 |